# Szótagírás
Az írott nyelvek tanulmányozásában a szótagírás a szavakat alkotó szótagokat vagy (gyakrabban morákat) ábrázoló írásjelek összessége.
A szótagírásokban szereplő írásjel, az úgynevezett szillabogram, általában egy (választható) mássalhangzót (egyszerű kezdőhang), majd egy magánhangzót ("mag") jelöl - vagyis egy CV (mássalhangzó+magánhangzó) vagy V szótagot -, de más fonográfiai leképezések, például CVC, CV-hang, és C (általában nazálisok a szótagok végén) is előfordulnak a szótagírásokban.

## Típusok

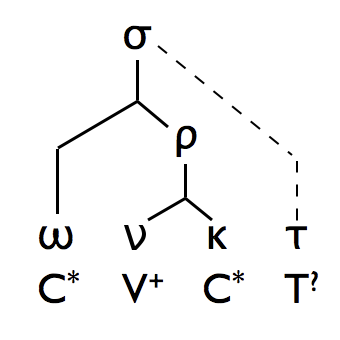
Minden szótag (σ) mássalhangzós kezdőhangra (ω) és zárhangra (ρ) ágazik, amely egy magra (ν) és kodára (κ) tagolódik, a nem/szupraszegmentális jellemzők, mint például a hangnem (τ) a szótag egészét érintik.

Egy szótagírást használó írásrendszer akkor teljes, ha a megfelelő beszélt nyelv összes szótagját képes jelölni, ezt anélkül, hogy bonyolult ortográfiai/gráfémiai szabályokat igényelne, mint például implicit kódok (⟨C1V⟩ ⇒ /C1VC2/), néma magánhangzók (⟨C1V1+C2V2⟩ ⇒ /C1V1C2/) vagy visszhangzó magánhangzók (⟨C1V1+C2V1⟩ ⇒ /C1V1C2/). Ez nagyjából megfelel az alfabetikus írásrendszerek felszínes helyesírási szabályainak.
A valódi szótagírások azok, amelyek a szótag minden részét, azaz a kezdőbetűt, a középső magot és a végső kodát is tartalmazzák, de mivel a kezdőbetű és a kóda használata néhány nyelvben nem kötelező, léteznek középső (mag), kezdő (kezdőbetű-mag), vég (mag-kóda) és teljes (kezdőbetű-mag-kóda) valódi szótagírások. A legtöbb szótagírás csak egy vagy kétféle szilabogrammot tartalmaz, és a többi szótagot grafémikus szabályok alapján hozza létre.
A szillabogramok, tehát a szótagjegyek tiszta, analitikus vagy véletlenszerű írásjegyek, ha nincsenek a jelek között olyan grafikai hasonlóságok, amelyek megfelelnek a hangtani hasonlóságoknak, pl. a ka jele nem hasonlít semmilyen módon a ki, sem az a jelére. Egyébként szintetikusak, ha az onset, a rime, a nucleus vagy a coda szerint változnak, vagy szisztematikusak, ha mindezek szerint változnak. Egyes tudósok, például Peter Daniels, az általános kifejezést az analitikus szótagírások megnevezésére használják, és szükség szerint más kifejezéseket (abugida, abdzsad) alkalmaznak.

## Szótagírást használó nyelvek

A szótagírások gyakran egyszerűsített logogramokként kezdődnek, ahogy itt a japán katakana írásrendszerrel látható. Balra a modern írásjel, jobbra az eredeti kínai írásjegy formája.

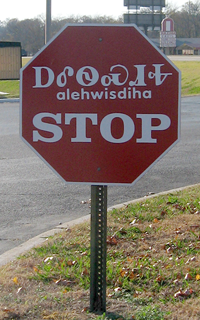
Többnyelvű, a latin ábécét és a cseroki szótagírást alkalmazó stop tábla Tahlequah-ban, Oklahoma államban.

A szótagírást használó nyelvek közé tartozik a japán, a cseroki, a vai, a kelet-ázsiai ji nyelvek, az ndzsuka, egy angol alapú kreol nyelv, a Xiangnan Tuhua és az ősi mükénéi görög nyelv (lineáris B írás). A krétai lineáris A írást és annak leszármazottját, a ciprusi-minószi írást egyesek szintén szótagírásnak tartják, bár mivel ezek a nyelvek továbbra is megfejtetlenek, ezt nem sikerült megerősíteni.
A kínai írás, a sumér, akkád és más nyelvek ékírásai, valamint a maja írás jórészt szótagírás jellegűek, bár logogramokon alapulnak. Ezért néha logoszillabikus írásrendszereknek is nevezik őket.
A mai japán nyelv két szótagírást használ, amelyeket együttesen kanáknak neveznek (a nem szótagírás alapú kandzsi és a rómadzsi mellett együttesen alkotják a japán írásrendszereket), ezek a hiragana és a katakana, amelyeket 700 körül fejlesztettek ki. Mivel a japán nyelv főleg CV (mássalhangzó + magánhangzó) szótagokat használ, a szótagrendszer jól használható a nyelv rögzítésére. Mint sok szótagírásban, a magánhangzó-sorozatokat és a végső mássalhangzókat különálló írásjelekkel írják, így az [atta] és a [kaita] szavak leírásához is három kanát kell használni: あった (a-t-ta) és かいた (ka-i-ta). Ezért helyesebben mora írásrendszernek nevezzük ezeket, a szótagok két morából állnak, amelyek két kana írásjelének felelnek meg.
Azok a nyelvek, amelyek ma szótagírást használnak, általában egyszerű hangtannal rendelkeznek, és a monomorális (CV) szótagok vannak bennük többségben. Például a modern ji írást olyan nyelvek leírására használják, amelyekben nincsenek kettőshangzók vagy szótagkódok; a szótagírások között szokatlan módon a nyelvben minden mássalhangzó-magánhangzó-hangsor kombinációnak (CVT) külön írásjel van (kivéve egy hangot, amelyet mellékjellel jelölnek).
Kevés szótagírás rendelkezik olyan szótagok leírásához szkséges jelekkel, amelyek nem monomorálisak, és azok, amelyek egykoron rendelkeztek ilyen jelekkel, idővel egyszerűsödtek, hogy megszüntessék ezt a bonyolultságot. Például a vai szótagírásban eredetileg külön jelek voltak a kódára (doŋ), hosszú magánhangzóra (soo) vagy kettőshangzóra (bai) végződő szótagok számára, bár nem volt elég jel az összes CV-kombináció megkülönböztetéséhez (néhány megkülönböztetést figyelmen kívül hagytak). Az írás modern formáját kibővítették, hogy minden mora leírására alkalmas legyen, de ugyanakkor lecsökkentették, hogy minden más szótagot kizárjanak. A bimorális szótagokat most két írásjellel írják, mint a japánban: a kettőshangzókat V vagy hV jelek segítségével írják, a nazális kódákat pedig a ŋ szótagjelének hozzáadásával írják, amely a vai írásban önálló szótagot is alkothat.
A lineáris B írásban, amelyet a mükénéi görög nyelv leírására használtak, egy összetett szótagokkal rendelkező nyelvben az összetett mássalhangzók kezdőbetűit vagy két írásjellel írták, vagy egyszerűsítették, míg a kodákat általában figyelmen kívül hagyták, pl. ko-no-so a Knósszosz (Κνωσός) helyett.
A cseroki szótagírás a kodális mássalhangzókhoz általában néma magánhangzókat használ, de van egy különálló jel a  /s/ magyar [sz] számára is, amely mind kodálisként, mind pedig egy kezdeti /sC/ mássalhangzóhalmazban használható.

## Különbség az abugidáktól
India és Délkelet-Ázsia nyelvei, valamint az etióp sémi nyelvek leírására egy abugida vagy alafaszilibatikus nevű írásrendszert fejlesztettek ki a történelem során. Ezekben az írásrendszerekben - a tisztán szótagírásokkal ellentétben - az azonos mássalhangzóval kezdődő szótagokat nagyrészt közös grafikai elemeken alapuló, szabályos írásjelekkel fejezik ki. Általában minden egyes szótagot ábrázoló karakter több olyan elemből áll, amelyek az adott szótag egyes hangjait jelölik.
A 19. században ezeket a rendszereket is szótagírásnak nevezték, amely kifejezés a kanadai őslakosok szótagírásában (amely szintén abugida) maradt fenn.
Egy valódi szótagírásban lehet grafikai hasonlóság a közös mássalhangzó- vagy magánhangzóhangzókat használó karakterek között, de ez nem rendszeres vagy egyáltalán nem szabályos. Például a japán hiragana ka ke ko szótagok jelei - か け こ こ - között nincs olyan hasonlóság, amely a közös /k/ hangra utalna. Hasonlítsuk ezt össze a dévanagári írással, egy abugidával, ahol a ka ke ko szótagok karakterei a következők: क के को. A szótagjelek közötti hasonlóság egyértelmű.

## Összehasonlítás az ábécékkel
Sok indoeurópai nyelv, például az angol, német és az orosz összetett szótagszerkezet használ így az angol szavakat nehézkes lenne szótagírással írni. Egy "tiszta" angol szótagírás megalkotásához több mint 10 000 különálló írásjelre lenne szükség minden egyes lehetséges szótaghoz (pl. külön betűjelek a "half" - fél és a "have" - van szótagokhoz). Az ilyen rendszerek azonban ritkák. Ennek a problémának a megoldása, amely a világ számos szótagírásában (beleértve a japán nyelvbe került angol kölcsönszavakat) közös, az, hogy egy "álmagánhangzót" adnak hozzá, mintha a szótagkód egy második szótag lenne: ha-fu a "fél" és ha-vu a "van" esetében.

## Fordítás
Ez a szócikk részben vagy egészben  a   Syllabary című angol Wikipédia-szócikk ezen változatának fordításán alapul.  Az eredeti cikk szerkesztőit annak laptörténete sorolja fel. Ez a jelzés csupán a megfogalmazás eredetét és a szerzői jogokat jelzi, nem szolgál a cikkben szereplő információk forrásmegjelöléseként.